# 涪陵地區
涪陵地区，四川省已撤消的地区。1968年置。原属四川省，在今重庆市中部，后改制为地級涪陵市。

## 历史沿革
- 1950年，涪陵专区成立，下辖涪陵、南川、酆都、石砫、武隆、彭水、长寿7县。[1]1月，石砫县划归涪陵专区[2]。
- 1968年，涪陵专区改为涪陵地区[3]。
- 1983年9月9日，撤銷涪陵縣，設立涪陵市（縣級）[4]
- 1988年5月18日，石柱縣，秀山縣，黔江縣，酉陽縣和彭水縣從涪陵地區劃出，單獨設立黔江地區[5][6]
- 1995年11月5日，撤銷涪陵地區、縣級涪陵市，新設立枳城區和李渡區，辖原縣級涪陵市行政区域，設立地級涪陵市，轄原涪陵地區的墊江縣、武隆縣、豐都縣和枳城區、李渡區[7]。原涪陵地區的南川市由省直轄，由涪陵市政府代管。重庆直辖市成立后设置涪陵区、丰都县、垫江县、南川市（后改南川区）、武隆县（后改武隆区）。